# Arjen Tuiten
Arjen Tuiten (* 23. September 1980 in Joure, Friesland) ist ein niederländischer Maskenbildner.

## Leben
Arjen Tuiten arbeitete bereits in den Niederlanden als Maskenbildner. Mit 19 Jahren ging er mit Hilfe eines Arbeitsvisums, das ihm jedoch nicht erlaubte Geld zu verdienen, nach Los Angeles. Es gelang ihm Kontakt zu Stan Winston aufzubauen, der ihn für seine Spezialeffekte-Firma arbeiten ließ. Winston wurde sein Sponsor und besorgte ihm schließlich eine Greencard, so dass er in den Vereinigten Staaten arbeiten konnte. Seine ersten Arbeiten mit Winston als Mentor waren für die Filme The Time Machine (2002), Terminator 3 – Rebellion der Maschinen (2003) und Big Fish (2003).
Als Stan Winston im Jahr 2008 verstarb, arbeitete Arjen Tuiten zunächst für das Nachfolgestudio Legacy FX, bis er von Rick Baker für das Filmprojekt Maleficent – Die dunkle Fee abgeworben wurde. Bei diesem Film war er für das Make-up von Angelina Jolie verantwortlich.
Nach einigen Arbeiten für Rick Baker half dieser ihm, sein eigenes Unternehmen R-E-N Studios zu gründen. Seine erste Arbeit als unabhängiger Künstler wurde LBJ mit Woody Harrelson.
2017 war er für das Make-up des Films Wunder von Stephen Chbosky verantwortlich. In dem Film geht es um einen Jungen mit einem auf Grund eines Gendefektes entstellten Gesichts. Es war das erste Mal, dass Tuiten mit Kindern arbeitete. Für seine Arbeit wurde er bei der Oscarverleihung 2018 für einen Oscar für das beste Make-up nominiert. Ebenfalls im Jahr 2018 wurde er in die Academy of Motion Picture Arts and Sciences berufen, die jährlich die Oscars vergibt. 2020 folgte eine weitere Oscarnominierung für Maleficent: Mächte der Finsternis.

## Filmografie (Auswahl)
- 1995: Baantjer (Fernsehserie)
- 1999: Leven en dood van Quidam Quidam (Fernsehserie)
- 2001: Ik ook van jou
- 2001: Down – Steig ein, wenn du dich traust (Down)
- 2001: Tremors 3 – Die neue Brut (Tremors 3: Back to Perfection)
- 2002: The Time Machine
- 2003: Terminator 3 – Rebellion der Maschinen (Terminator 3: Rise of the Machines)
- 2003: Big Fish
- 2005: Doom – Der Film (Doom)
- 2006: Pans Labyrinth (El laberinto del fauno)
- 2008: Hellboy – Die goldene Armee (Hellboy II: The Golden Army)
- 2009: Terminator: Die Erlösung (Terminator: Salvation)
- 2010: Iron Man 2
- 2011: Thor
- 2011: Breaking Dawn – Bis(s) zum Ende der Nacht: Teil 1 (The Twilight Saga: Breaking Dawn – Part 1)
- 2013: World War Z
- 2014: Maleficent – Die dunkle Fee (Maleficent)
- 2014: Unbroken
- 2016: LBJ
- 2017: Rings
- 2017: Wunder (Wonder)
- 2018: Willkommen in Marwen (Welcome to Marwen)
- 2019: The Highwaymen
- 2019: Maleficent: Mächte der Finsternis (Maleficent: Mistress of Evil)